# Ahoj, mami!
Ahoj, mami! (v anglickém originále Hi, Mom!) je americká filmová komedie z roku 1970. Režisérem filmu je Brian De Palma. Hlavní role ve filmu ztvárnili Robert De Niro, Charles Durning, Allen Garfield, Lara Parker a Bruce Price.

## Obsazení
| Robert De Niro  | Jon Rubin        |
| Charles Durning | superintendant   |
| Allen Garfield  | Joe Banner       |
| Lara Parker     | Jeannie Mitchell |
| Bruce Price     | Jimmy Mitchell   |
| Ricky Parker    | Ricky Mitchell   |
| Andy Parker     | Andy Mitchell    |
| Jennifer Salt   | Judy Bishop      |